# 5662 Вендікальвін
5662 Вендікальвін (5662 Wendycalvin) — астероїд головного поясу, відкритий 2 березня 1981 року.
Тіссеранів параметр щодо Юпітера — 3,239.